# Бве (язык)
Бве (Baghi, Bghai Karen, Blimaw, Bwe, Bwe Karen, Dareh, Manaw) — находящийся под угрозой исчезновения каренский язык, на котором говорят красные карены (бве, бгхай), которые проживают в около 100 деревнях населённого пункта Тхандаунгджи штата Карен и в поселении Хпрусо ареала Кьебоджи штата Кая в Мьянме, часть также в Таиланде. Имеет восточный и западный диалекты, из которых западный самый понятный, также некоторое население понимает языки геба и каяв (бре); сходство в лексике с языком геба составляет 82-100 %. Многие перешли на языки сго и бирманский, из которых язык сго используется в церкви.